# Національний парк Монте-Ален
Національний парк Монте-Ален (ісп. Parque nacional de Monte Alén) знаходиться недалеко від центру Екваторіальної Гвінеї. Він був заснований в 1990 році. З площею 2,000 км², це найбільший національний парк країни. Жаба-голіаф, одна з видатних земноводних, знайдених у парку, є найбільшою жабою у світі; полювання на цього велетня заборонено. Парк знаходиться в діапазоні висот від 300 до 1250 метрів над рівнем моря. 
В парку знаходяться найвищі вершини країни Монте-Ален і Монте-Мітра. На захід від парку протікає річка Уоро. Східна частина парку обмежена дорогою Ніфанг-Габон.
У парку добре прокладені трекінгові стежки. Лісозаготівля в межах парку повністю контролюється.

## Фауна

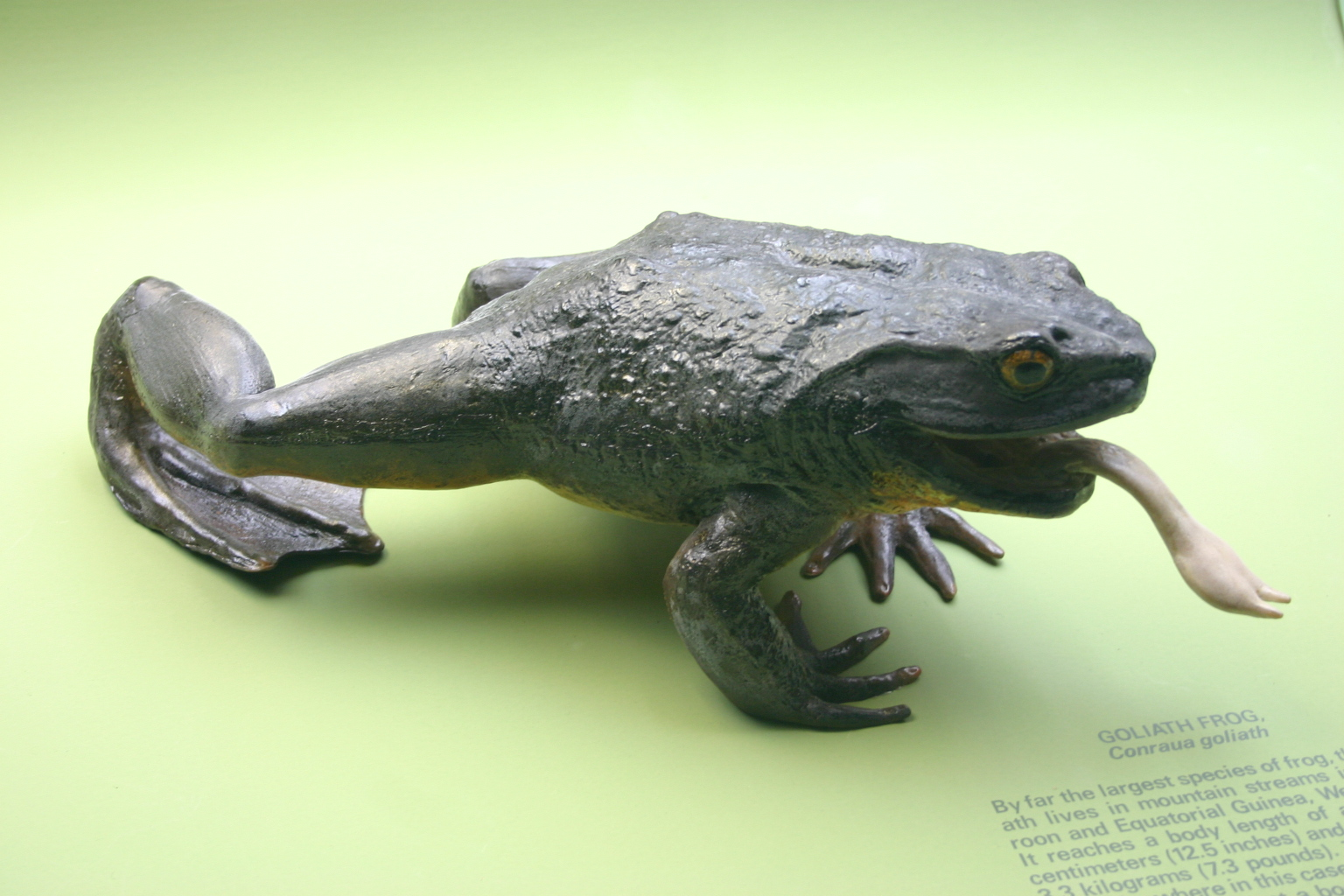
Модель жаби-голіафа (Conraua goliath) в Американському музеї природної історії

У парку зареєстровано 265 видів птахів і BirdLife International визнала його важливою орнітологічною територією (IBA), оскільки тут живуть значні популяції багатьох видів птахів. Деякі з видатних видів включають: сірого шикачика, кублу сіру і чорноголового вівчарика, угандійського вівчарика, гологолова східного, медоноса Ценкера, мухоловку Тессмана та приріта габонського.
У парку налічується 105 видів ссавців, серед яких 16 видів приматів. До них належать чорний колобус, мангабей, мандрил, горила та шимпанзе. Також у парку зустрічаються лісовий слон, леопард, буйвіл лісовий, червона річкова свиня. 
Повідомляється про 65 видів рептилій, включаючи крокодилів. Земноводні включають Petropedetes palmipes  і Leptodactylodon stevarti, які занесені до Червоного списку МСОП. У південній частині парку зустрічаються жаби-голіафи. 

## Охорона

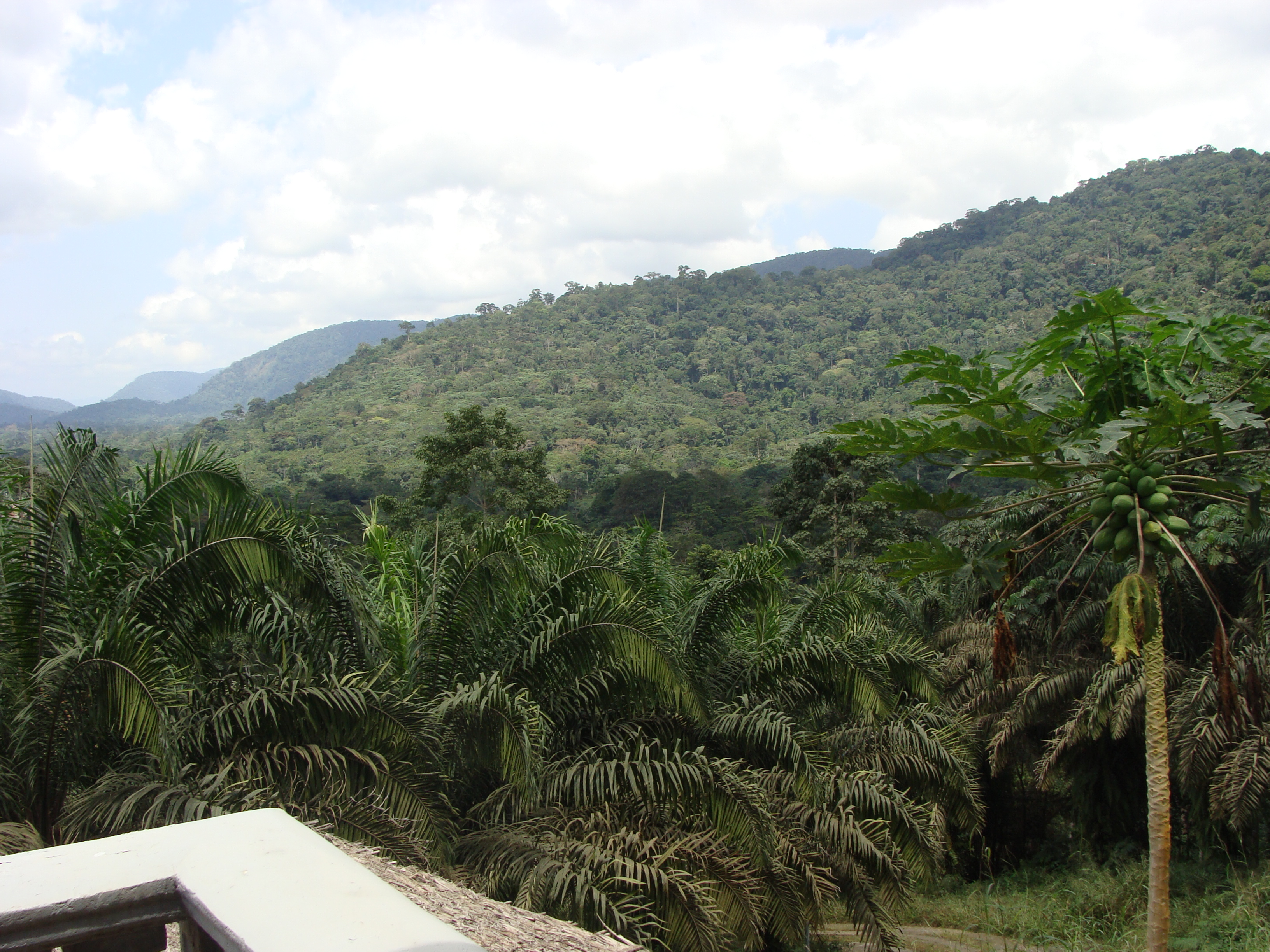
Монте-Ален

У 1989 р. лісову зону парку зонували з метою надання концесій на лісозаготівлю та заохочували агролісомеліораційну діяльність. Дослідження, проведене за підтримки USAID показало, що полювання на ссавців у парку є серйозною проблемою, яка потребує термінових заходів із збереження. В парку заборонено займатися сільським господарством, полюванням і лісозаготівлями.